# Festival di Sanremo 2002

Scenografia di Sanremo 2002.

I Matia Bazar, vincitori nella sezione Campioni, mentre eseguono Messaggio d'amore.

Il cinquantaduesimo Festival di Sanremo si svolse al teatro Ariston di Sanremo dal 5 al 9 marzo 2002 con la conduzione di Pippo Baudo, tornato al Festival dopo sei anni di assenza e curando anche la direzione artistica, affiancato dalle attrici Manuela Arcuri e Vittoria Belvedere.
L'edizione fu vinta dai Matia Bazar con Messaggio d'amore per la sezione Campioni e da Anna Tatangelo con Doppiamente fragili per la sezione Giovani. 
La regia fu curata da Gino Landi, la scenografia disegnata da Gaetano Castelli e l'orchestra fu diretta dal maestro Pippo Caruso.
Fu l'edizione che vide il ritorno di Roberto Benigni sul palco di Sanremo dopo diciannove anni: la presenza dell'attore toscano fu duramente contestata da diversi esponenti del Polo delle Libertà, che accusarono Benigni di faziosità politica; in particolare Giuliano Ferrara annunciò (ma non mantenne la promessa) che avrebbe lanciato uova e verdura su Benigni sul palco il giorno della finale, scatenando a sua volta diverse polemiche nel mondo della politica e dello spettacolo.

## Partecipanti

### Sezione Campioni
| Interprete                 | Ultima partecipazione al Festival |
| -------------------------- | --------------------------------- |
| Alessandro Safina          | Esordiente                        |
| Alexia                     | Esordiente                        |
| Daniele Silvestri          | 1999                              |
| Enrico Ruggeri             | 1996                              |
| Fausto Leali e Luisa Corna | 1997 ed esordiente                |
| Filippa Giordano           | 1999 (tra i Giovani)              |
| Fiordaliso                 | 1991                              |
| Francesco Renga            | 2001 (tra i Giovani)              |
| Gazosa                     | 2001 (tra i Giovani)              |
| Gianluca Grignani          | 1999                              |
| Gino Paoli                 | 1989                              |
| Lollipop                   | Esordienti                        |
| Loredana Bertè             | 1997                              |
| Mariella Nava              | 2000                              |
| Matia Bazar                | 2001                              |
| Michele Zarrillo           | 2001                              |
| Mino Reitano               | 1992                              |
| Nino D'Angelo              | 1999                              |
| Patty Pravo                | 1997                              |
| Timoria                    | 1991 (tra le Novità)              |

### Sezione Giovani
| Interprete           | Ultima partecipazione al Festival    |
| -------------------- | ------------------------------------ |
| 78 Bit               | Esordienti                           |
| Andrea Febo          | Esordiente                           |
| Anna Tatangelo       | Esordiente                           |
| Archinuè             | Esordienti                           |
| Botero               | Esordiente                           |
| Daniele Vit          | Esordiente                           |
| Dual Gang            | Esordienti                           |
| Giacomo Celentano    | Esordiente                           |
| Gianni Fiorellino    | Esordiente                           |
| Giuliodorme          | Esordienti                           |
| La Sintesi           | Esordienti                           |
| Marco Morandi        | 1998 (come membro dei Percentonetto) |
| Offside              | Esordienti                           |
| Plastico             | Esordienti                           |
| Simone Patrizi       | Esordiente                           |
| Valentina Giovagnini | Esordiente                           |

## Classifica finale

### Sezione Campioni
| Posizione | Interprete                 | Canzone                  | Autori                                 | Voti ricevuti |
| --------- | -------------------------- | ------------------------ | -------------------------------------- | ------------- |
| 1º        | Matia Bazar                | Messaggio d'amore        | G. Golzi e P. Cassano                  | 17.449        |
| 2º        | Alexia                     | Dimmi come...            | A. Aquilani e M. Marcolini             | 16.973        |
| 3º        | Gino Paoli                 | Un altro amore           | G. Paoli                               | 16.507        |
| 4º        | Fausto Leali e Luisa Corna | Ora che ho bisogno di te | F. Berlincioni, F. Leali e V. Tosetto  | 16.311        |
| 5º        | Enrico Ruggeri             | Primavera a Sarajevo     | E. Ruggeri e R. Mogliotti              | 15.857        |
| 6º        | Mariella Nava              | Il cuore mio             | M. G. Nava                             | 15.390        |
| 7º        | Filippa Giordano           | Amarti sì                | L. Quarantotto e A. Napoletano         | 15.257        |
| 8º        | Francesco Renga            | Tracce di te             | P. Renga                               | 14.888        |
| 9º        | Fiordaliso                 | Accidenti a te           | G. Bigazzi e M. Falagiani              | 14.717        |
| 10º       | Gazosa                     | Ogni giorno di più       | M. Z. Granieri, R. Siani e S. Sichel   | 14.538        |
| 11º       | Michele Zarrillo           | Gli angeli               | V. Incenzo, M. Zarrillo e R. Amici     | 14.405        |
| 12º       | Gianluca Grignani          | Lacrime dalla Luna       | G. Grignani                            | 13.854        |
| 13º       | Alessandro Safina          | Del perduto amore        | G. Morra e M. Fabrizio                 | 13.129        |
| 14º       | Daniele Silvestri          | Salirò                   | D. Silvestri                           | 13.016        |
| 15º       | Nino D'Angelo              | Marì                     | N. D'Angelo, N. Tortora e P. Leon      | 12.871        |
| 16º       | Patty Pravo                | L'immenso                | F. Carraresi, L. Tempestini e R. Pacco | 11.710        |
| 17º       | Loredana Bertè             | Dimmi che mi ami         | D. Latino, N. Tortora e P. Leon        | 10.897        |
| 18º       | Mino Reitano               | La mia canzone           | P. Panella, A. Paoletti e M. Reitano   | 10.833        |
| 19º       | Lollipop                   | Batte forte              | L. Rana, G. Giorgilli e A. Blescia     | 10.748        |
| 20º       | Timoria                    | Casa mia                 | O. Pedrini                             | 10.668        |

### Sezione Giovani
| Posizione | Interprete           | Canzone                        | Autori                                                                 | Voti ricevuti |
| --------- | -------------------- | ------------------------------ | ---------------------------------------------------------------------- | ------------- |
| 1º        | Anna Tatangelo       | Doppiamente fragili            | M. Del Freo e D. Marchetti                                             | 7.654         |
| 2º        | Valentina Giovagnini | Il passo silenzioso della neve | V. Incenzo e D. Pinelli                                                | 7.633         |
| 3º        | Simone Patrizi       | Se poi mi chiami               | F. Fiumara                                                             | 7.020         |
| 4º        | Gianni Fiorellino    | Ricomincerei                   | A. Casaburi e G. Fiorellino                                            | 6.680         |
| 5º        | Archinuè             | La marcia dei santi            | F. Sciacca                                                             | 6.643         |
| 6º        | 78 Bit               | Fotografia                     | M. Monticelli, G. Novi, S. Serafini, S. Dionigi, M. Pasini e M. Pilato | 6.110         |
| 7º        | Marco Morandi        | Che ne so                      | M. Morandi e F. Godi                                                   | 6.076         |
| 8º        | Botero               | Siamo treni                    | L. Santoro e F. Riccardi                                               | 6.025         |
| 9º        | Andrea Febo          | All'infinito                   | A. Carnevali, A. Febo e S. Profeta                                     | 5.757         |
| 10º       | Daniele Vit          | Non finirà                     | M. De Vitis e P. Panico                                                | 5.741         |
| NF        | Plastico             | Fruscio                        | D. Tejera e S. Galafate Orlandi                                        |               |
| NF        | La Sintesi           | Ho mangiato la mia ragazza     | R. Battista                                                            |               |
| NF        | Giuliodorme          | Odore                          | A. Moscianese e D. Silvestri                                           |               |
| NF        | Offside              | Quando una ragazza c'è         | A. De Sanctis e F. Arpino                                              |               |
| NF        | Dual Gang            | Sarà la primavera              | G. Magurno, S. Magurno e P. Bianco                                     |               |
| NF        | Giacomo Celentano    | You and Me                     | M. Ferrara, M. Galasso, F. L. Garilli e G. Celentano                   |               |

## Regolamento e serate

### Prima serata
Esibizione dei 20 cantanti Campioni, con votazione della Giuria demoscopica.
Ospiti
- Fiorello - Si può dare di più
- Kylie Minogue - In Your Eyes
- Alanis Morissette - Hands Clean

### Seconda serata
Esibizione di 10 Campioni e 8 Giovani con votazione della Giuria demoscopica.
Ospiti
- Anna Marchesini
- Anastacia - Paid My Dues
- Sarah Connor - From Sarah with Love

### Terza serata
Esibizione degli altri 10 Campioni e 8 Giovani con votazione della Giuria demoscopica.
Ospiti
- Teo Teocoli
- Michael Bolton - Solo una donna
- Gabrielle - Out of Reach
- Shakira - Whenever Wherever

### Quarta serata
Esibizione finale dei 10 Giovani con votazione della Giuria demoscopica e della giuria di qualità: viene infine resa nota la classifica e vengono premiati il 1º, 2º e 3º classificati.
Ospiti
- Destiny's Child - Survivor
- Paulina Rubio - Vive el verano
- Alicia Keys - Ave Maria e Fallin'
- Gigi Proietti - Vecchio frack, Gastone e Nun me rompe er ca'

### Quinta serata - Finale
Esibizione finale dei 20 Campioni con votazione della Giuria demoscopica: viene infine resa nota la classifica e vengono premiati i primi tre classificati.
Ospiti
- Raoul Bova
- Britney Spears - I'm Not a Girl, Not Yet a Woman
- The Cranberries - Analyse
- The Corrs - Breathless
- Roberto Benigni - Quanto t'ho amato

## Premi

### SezioneCampioni
- Vincitore 52º Festival di Sanremo: Matia Bazar con Messaggio d'amore
- Podio - secondo classificato 52º Festival di Sanremo: Alexia con Dimmi come...
- Podio - terzo classificato 52º Festival di Sanremo: Gino Paoli con Un altro amore
- Premio della Critica "Mia Martini" sezione Campioni: Daniele Silvestri con Salirò
- Premio della Sala Stampa Radio e TV  sezione Campioni: Daniele Silvestri con Salirò[2]
- Premio "Volare" al miglior testo: Gino Paoli per Un altro amore
- Premio "Volare" alla migliore musica: Alexia per Dimmi come...
- Premio "Volare" al miglior arrangiamento: Davide Pinelli per Il passo silenzioso della neve di Valentina Giovagnini

### SezioneGiovani
- Vincitore 52º Festival di Sanremo sezione Giovani: Anna Tatangelo con Doppiamente fragili
- Podio - secondo classificato 52º Festival di Sanremo sezione Giovani: Valentina Giovagnini con Il passo silenzioso della neve
- Podio - terzo classificato 52º Festival di Sanremo sezione Giovani: Simone Patrizi con Se poi mi chiami
- Premio della Critica "Mia Martini" sezione Giovani: Archinuè con La marcia dei santi
- Premio della Sala Stampa Radio e TV  sezione Giovani: Archinuè con La marcia dei santi[2]

### Altri premi
- Premio "Città di Sanremo" alla carriera: Carlo Alberto Rossi e Roberto Murolo

## Orchestra
L'orchestra, composta da musicisti della Rai, è stata diretta dal maestro Pippo Caruso. Durante le esibizioni dei cantanti è stata diretta da: 
- Fabio Balestrieri per Fausto Leali e Luisa Corna
- Carlo Carcano per La Sintesi
- Luca Chiaravalli per Anna Tatangelo
- Stefano Dionigi per i 78 Bit
- Maurizio Fabrizio per Alessandro Safina
- Marco Falagiani per Fiordaliso
- Clemente Ferrari per Valentina Giovagnini
- Giuseppe Furnari per Archinué
- Riccardo Galardini per Michele Zarrillo
- Franco Godi per Marco Morandi
- Margherita Graczyk per i Gazosa e Filippa Giordano
- Fabio Gurian per Patty Pravo
- Umberto Iervolino per Francesco Renga
- Andrea Mirò per Enrico Ruggeri
- Mario Natale per i Matia Bazar
- Alterisio Paoletti per Mino Reitano
- Adriano Pennino per i Timoria, Gino Paoli e Gianluca Grignani
- Stefano Profeta per Andrea Febo
- Bruno Santori per Daniele Silvestri, Lollipop, Offside e Giuliodorme
- Renato Serio per Mariella Nava
- Mario Simeoli per Gianni Fiorellino
- Enrico Solazzo per Daniele Vit
- Vince Tempera per i Botero
- Fabio Torregrossa per Dual Gang e i Plastico
- Nuccio Tortora per Nino D'Angelo e Giacomo Celentano
- Peppe Vessicchio per Loredana Bertè, Alexia e Simone Patrizi

## Sigla
La sigla di quest'edizione è stata Perché Sanremo è Sanremo del Maestro Pippo Caruso, già presente dal Festival di Sanremo 1996 e mantenuta invariata nell'arrangiamento. Anche la videosigla riutilizzava le stesse immagini di quell'edizione seppur con l'aggiunta di alcuni effetti di fiori che sbocciano. Al termine della sigla vi era uno stacco musicale eseguito dal vivo sempre da Caruso, che, accompagnato della voce di Roberto Pedicini, accompagnava l'ingresso sul palco di Baudo che dava il via alla manifestazione.
In realtà, accompagnata da quest'ultimo stacco musicale, era stata realizzata della fumettista Cinzia Leone una differente sigla di apertura basata su cartoni animati con protagonisti un cane e un gatto che annunciavano l'inizio della kermesse canora attraverso una serie di piccoli sketch. Alcune parti di questa sigla furono poi utilizzate per reintrodurre lo spettacolo al termine delle pause pubblicitarie.

## DopoFestival
Il Dopofestival è condotto da Simona Ventura e Francesco Giorgino.

## Esclusi
L'organizzazione tradizionalmente non comunica i nomi degli artisti che hanno inoltrato domanda ma non sono stati selezionati per partecipare alla gara. Secondo notizie riportate dalla stampa, tra gli esclusi vi sarebbero stati: Mietta, Irene Grandi, Amedeo Minghi, Jalisse, Al Bano, Nomadi. e Pierangelo Bertoli con il brano Viene per noi

## Ascolti
Risultati di ascolto delle varie serate, secondo rilevazioni Auditel.
| Messa in onda      | I parte            | I parte            | II parte           | II parte           | Media          | Media  |
| Messa in onda      | Telespettatori     | Share              | Telespettatori     | Share              | Telespettatori | Share  |
| ------------------ | ------------------ | ------------------ | ------------------ | ------------------ | -------------- | ------ |
| 5 marzo 2002       | 15897000           | 54,12%             | 9024000            | 59,98%             | 12461000       | 56,22% |
| 6 marzo 2002       | 13374000           | 45,97%             | 7420000            | 49,68%             | 10397000       | 47,23% |
| 7 marzo 2002       | 13131000           | 46,95%             | 7633000            | 51,27%             | 10382000       | 48,56% |
| 8 marzo 2002       | 11770000           | 46,09%             | 7746000            | 57,87%             | 9758000        | 50,34% |
| 9 marzo 2002       | 15983000           | 59,95%             | 10811000           | 66,99%             | 13397000       | 62,66% |
| Media delle serate | Media delle serate | Media delle serate | Media delle serate | Media delle serate | 11279000       | 53.00% |

I picchi d'ascolto massimi si sono avuti durante l'intervento di Roberto Benigni con 20285000 telespettatori e con uno share vicino all'80% e durante la premiazione (alle 1:12) con l'81,38% di share.

## Piazzamenti in classifica dei singoli
| Artista                    | Singolo                        | Pos. max. |
| -------------------------- | ------------------------------ | --------- |
| Alexia                     | Dimmi come                     | 4         |
| Daniele Silvestri          | Salirò                         | 5         |
| Loredana Bertè             | Dimmi che mi ami               | 7         |
| Lollipop                   | Batte forte                    | 9         |
| Gazosa                     | Ogni giorno di più             | 13        |
| Anna Tatangelo             | Doppiamente fragili            | 14        |
| Valentina Giovagnini       | Il passo silenzioso della neve | 14        |
| Matia Bazar                | Messaggio d'amore              | 16        |
| Francesco Renga            | Tracce di te                   | 17        |
| Gianluca Grignani          | Lacrime dalla Luna             | 20        |
| Enrico Ruggeri             | Primavera a Sarajevo           | 21        |
| Patty Pravo                | L'immenso                      | 25        |
| Timoria                    | Casa mia                       | 28        |
| Filippa Giordano           | Amarti sì                      | 30        |
| Fausto Leali e Luisa Corna | Ora che ho bisogno di te       | 34        |
| Dual Gang                  | Sarà la primavera              | 39        |

### Compilation
- Sanremo 2002
- SuperSanremo 2002